# Ford C-Max
Ford C-Max (stilizat ca Ford C-MAX și adesea numit Ford Focus C-Max) este un MPV compact produs din 2003 pentru piața europeană de Ford din Saarlouis, Germania. 
Ford a prezentat C-Max în statele Unite ale Americii prima versiune hibrid care include Hybrid C-Max lansat în septembrie 2012 și C-Max Energi plug-in hibrid lansat în octombrie 2012.

## Prima generație (2003–2010)
A doua generație a modelului Ford Focus a fost derivată și într-un monovolum compact numit C-Max. 
Oferea propulsoarele pe benzină de 1.6 litri cu 100 CP, 1.6 Ti-VCT cu 115 CP, 1.8 cu 127 CP și 2.0 litri cu 147 CP. Gama de motorizări diesel avea propulsoarele de 1.6 TDCI cu 90 CP și 110 CP, 1.8 TDCI cu 115 CP și 2.0 TDCI cu 140 CP.
Avea cinci nivele de echipare până la jumătatea anului 2007 - Studio, LX, Style, Trend și Ghia. 
Pachetul standard pe Ghia și opțional pe Trend adaugă senzori de ploaie, faruri automate și auto întunecarea oglinzii retrovizoare.
C-Max a avut elemente de siguranță standard ABS, dispozitivele de pretensionare a centurilor de siguranță, ESP cu ASR și 6 airbaguri. În noiembrie 2003 la testul de impact Euro NCAP a primit 4 stele.

### Facelift
După facelift la jumătatea anului 2007 au existat trei nivele de echipare Style, Trend și Titanium. 
Titanium oferea jante de 17 țoli din aliaj, player CD / MP3 Sony, ștergătoare cu senzor de ploaie, 
faruri automate și funcția de auto întunecare a oglinzii retrovizoare.
Ca alternative au fost disponibile cu combustibili alternativi GPL sau CNG comprimat. A fost disponibilă Duratec HE Flexifuel de 1.8 care funcționează cu combustibil alternativ bazat pe un amestec de 85 % bioetanol.

## A doua generație (2010-prezent)
Ford C-Max a fost prezentat în premieră la Salonul Auto de la Frankurt.
Versiunea extinsă numită Grand C-MAX are două uși glisante în spate și al treilea rând de scaune care este alcătuită din două scaune individuale.
Este disponibilă în 2 versiuni de echipare Zetec și Titanium.
Pe nivelul de echipare Trend sunt incluse închidrea centrală, încuietori pentru copii, control al stabilitatii, avertizare a frânelor de urgență, airbag-uri față, laterale și cortină, aer condiționat, sistem audio DAB cu șase difuzoare, Bluetooth cu control vocal, faruri de ceață, suporturi ISOFIX și parbriz față încălzit.
Pachetul Family Zetec este opțional care include un hayon acționat electric și jaluzele spate integrate.
Titanium are climatronic dublu, auto întunecare a oglinzii retrovizoare, asistență pornire rampă, pornire fără cheie, cruise control cu limitator de viteză, avertizare presiunii din anvelope, jante din aliaj de 17 țoli, sistem audio cu nouă difuzoare și ecran 4.2 țoli touchscreen, consola centrală cu cotiera și depozitare, reglaj lombar pe scaunul pasagerului, praguri, 
suport de ochelari de soare deasupra consolei.